# Vilas (Dakota del Sud)
Vilas è un centro abitato (town) degli Stati Uniti d'America, situato nella contea di Miner nello Stato del Dakota del Sud. La popolazione era di 20 persone al censimento del 2010.

## Storia
La città di Vilas fu progettata nel 1883. Il nome della città è un omaggio a William Freeman Vilas, un politico statunitense proveniente dal Wisconsin. Un ufficio postale chiamato Vilas è stato in funzione dal 1884, e rimase in funzione fino a quando non è stato interrotto nel 1968.

## Geografia fisica
Vilas è situata a 44°00′37″N 97°35′46″W (44.010338, -97.596196).

## Società

### Evoluzione demografica
Secondo il censimento del 2010, c'erano 20 persone.

### Etnie e minoranze straniere
Secondo il censimento del 2010, la composizione etnica della città era formata dal 100,0% di bianchi.